# 岩谷優子
岩谷 優子（いわたに ゆうこ、1987年5月9日 - ）は、日本の女性タレントである。セイプロダクション所属。

## 人物
奈良県生駒市出身。関西を中心に、タレント、フリーアナウンサー、イベントMC、ナレーターとして活動している。
趣味はお笑い鑑賞、芸術鑑賞、料理、サイクリング、写真。特技は絵画制作とものまね。
過去には地元の奈良県で開催されている第27代卑弥呼コンテストに出場し、準女王に選ばれている。

## 出演

### テレビ

#### 現在
- 県民だより奈良 ならいいね!（奈良テレビ放送）
- 情報ビワイチ　滋賀創生ゼミナール （びわ湖放送） 2016年10月 - ） - ナビゲーター

#### 過去
- 山のぼり大好き（サンテレビ）
- 週末ココいこっ!おっ!サンなび（サンテレビ）
- ゆうドキッ!（奈良テレビ放送）
- キラりん滋賀（びわ湖放送）
- びわ湖ビジネス環境メッセ（びわ湖放送）

### ラジオ

#### 過去
- 武田和歌子のぴたっと。（朝日放送） 番組内コーナー「かつみさゆりのわたしにプラス」　メイクモデル
- 土曜!藤崎ぷ〜ケット（KBS京都）
- ABCニュース＆天気予報（朝日放送）

### ケーブルテレビ

#### 現在
- デイリーニュース（J:COM 高槻） 火・金曜日
- Foot Style 京都（J:COM） 火・金曜日

#### 過去
- おうみ!かわら版（ZTV彦根放送局）
- 君にFUNKY DAY（J:COM）

### CM

#### 過去
- 映画『愛と誠』
- Music Club JANUS

### イベント
- 飯島直子トークショー
- 関西コレクション GAKUSEI RANWAY
- Kansai Collection ENTERTAINMENT 開校記者発表＆レセプション
- 就航都市ラッピングバス出発式
- RMK2014 SUMMERコレクション
- 第16回ゆかたキレイコンテスト
- コムボックス 明舞オープニングセレモニー
- クボタプライベートショー
- 第41回尼崎市民まつり
- ホテルクラウンパレス神戸 開業披露司会
- SPOFES 2013
- 梅田スノーマンフェスティバル
- バイオクイーンYOSAアワード式典
- 神戸コレクション
- 京都サンガF.C. ファン感謝デー
- 京都サンガF.C. 選手とジャンケン大会
- テニス告知イベント